# علقية (حيوانات)
العلقية (الاسم العلمي: Hirudinidae) هي فصيلة من الحيوانات تتبع رتبة اليعلوقيات اللاخطمية من طائفة العلقيات.

## أسر
- علقاوات
  - العلقة